# كايلا بليك
كايلا بليك (بالإنجليزية: Kayla Blake)‏ هي ممثلة أمريكية، ولدت في 4 ديسمبر 1963 في هونولولو في الولايات المتحدة.

## أعمال

### أفلام
- موانا

## وصلات خارجية
- كايلا بليك على موقع IMDb (الإنجليزية)
- كايلا بليك على موقع أول موفي (الإنجليزية)
- كايلا بليك على موقع إن إن دي بي (الإنجليزية)
- كايلا بليك على موقع قاعدة بيانات الفيلم (الإنجليزية)